# Общество культуры и науки евреев
Общество культуры и науки евреев (нем. Verein für Cultur und Wissenschaft der Juden) — общество, основанное 27 ноября 1819 года в Берлине гебраистами Л. Цунцом, Эд. Гансом и М. Мозером. Своими целями общество ставило улучшение социального положения немецких евреев и борьбу с принявшим в то время в Берлине значительные размеры переходом евреев в христианство — каждый новый член, вступавший в общество, «тем самым присоединялся к подразумевавшейся клятве — не креститься из-за государственной службы», хотя очень скоро сами инициаторы общества первые подали пример ренегатства). Средствами для достижения поставленных задач организаторы общества считали распространение среди необразованных кругов — общих знаний, а еврейской науки — среди получивших высшее образование.
Идея общества зародилась в берлинском научном кружке еврейских студентов, существовавшем с 1816 года и в котором было принято проводить лекции по всеобщей истории, литературе и филологии. После августовских погромов «хеп-хеп» члены этого кружка решили объединиться с другими в единое общество. В 1819 году около 50 членов берлинской еврейской общины вступили в общество; среди них были очень известные лица, среди них ориенталист Людвиг Маркус и последние представители мендельсоновского кружка: писатель Давид Фридлендер и философ и математик Лацарус Бендавид; в 1822 году членом общества сделался и Гейне, горячо взявшийся за работу. Кроме Берлина, сочувственно отнесся к обществу и Гамбург, община которого «Temple» почти целиком записалась в его члены.
Несмотря на ограниченные средства, обществом задумалось реорганизовать всю систему преподавания еврейских предметов, начиная с низших школ и кончая высшими семинариями; прежде всего, были открыты специальные курсы для польских бахурим (юношей, изучающих Талмуд), прибывавших с востока в Берлин без общих знаний с одним лишь еврейским языком; их обучали, главным образом, немецкому языку. Гейне предложил также открытие курсов и училища для женщин, и обществом была выработана программа для средних школ. Вскоре, однако, выяснилось, что, ввиду незначительности средств, все намерения общества не могут реализоваться, и члены общества ограничили свою задачу распространением лишь знаний по еврейским предметам.
С 1822 года стал издаваться журнал «Zeitschrift für die Wissenschaft des Judenthums», редактором которого был Л. Цунц; в журнале принимали участие Мозер, Ганс и другие видные деятели того времени. Журнал носил научный характер, выходил не периодично и малым тиражом. Опять же по причине нехватки средств уже в 1823 году журнал не мог более издаваться; кроме того, ему изменили организаторы общества: Ганс из-за кафедры в университете принял христианство, также крестился Гейне, и общество, потеряв всякий престиж, незаметно прекратило своё существование.